# Tiancheng, Zhejiang
Tiancheng (kinesiska: 天成, 天成乡) är en sockenhuvudort i Kina. Den ligger i provinsen Zhejiang, i den östra delen av landet, omkring 250 kilometer söder om provinshuvudstaden Hangzhou. Antalet invånare är 19 647. Befolkningen består av 9 475 kvinnor och 10 172 män. Barn under 15 år utgör 17,0 %, vuxna 15-64 år 74 %, och äldre över 65 år 8,0 %.
Närmaste större samhälle är Zhugang, 19,4 km öster om Tiancheng. Trakten runt Tiancheng består till största delen av jordbruksmark.
Genomsnittlig årsnederbörd är 2 023 millimeter. Den regnigaste månaden är juni, med i genomsnitt 334 mm nederbörd, och den torraste är januari, med 74 mm nederbörd.